# Otacilia ornata
Otacilia ornata is een spinnensoort uit de familie van de Phrurolithidae.
De wetenschappelijke naam van de soort werd in 2001 gepubliceerd door Christa L. Deeleman-Reinhold.